# 삼바 디아키테
삼바 디아키테(Samba Diakité, 1989년 1월 24일~)는 프랑스에서 태어난 말리의 축구 선수이다. 현재 알타드하몬 SC와 말리 축구 국가대표팀에서 미드필더로 뛰고 있다.